# Acalypha cristata
Acalypha cristata är en törelväxtart som beskrevs av Radcl.-sm.. Acalypha cristata ingår i släktet akalyfor, och familjen törelväxter. Inga underarter finns listade i Catalogue of Life.